# Euphoria (Lied)
Euphoria ist ein englischsprachiges Lied der schwedischen Sängerin Loreen, aus ihrem Album Heal. Es ist der Siegertitel des Eurovision Song Contest 2012 in Baku. Das Lied wurde in Schweden mit neun Platin-Schallplatten ausgezeichnet.

## Hintergrund
Euphoria wurde von Thomas G:son und Peter Boström komponiert. Das Lied wurde bereits beim Melodifestivalen 2012 aufgeführt, wo es das Finale erreichte. Am 10. März 2012 gewann Loreen mit dem Lied den nationalen Vorentscheid in der Globen Arena, wo es 268 Punkte erhielt. Mit dem Lied trat Loreen folgend am 26. Mai 2012 beim Eurovision Song Contest für Schweden an. Das Lied erhielt mit Ausnahme von Italien aus allen abstimmungsberechtigten Ländern Punktwertungen und kam auf insgesamt 372 Punkte. Damit hatte es ganze 113 Punkte mehr als die Zweitplatzierten Buranowskije Babuschki.
Punktevergabe für Schweden
| Anzahl | Punkte | Land |
| ------ | ------ | --- |
| 18×    | 12     | Belgien, Dänemark, Deutschland, Estland, Finnland, Frankreich, Irland, Island, Israel, Lettland, Niederlande, Norwegen, Österreich, Russland, Slowakei, Spanien, Ungarn, Vereinigtes Königreich |
| 5×     | 10     | Litauen, Rumänien, Serbien, Slowenien, Zypern |
| 3×     | 8      | Bosnien und Herzegowina, Bulgarien, Georgien |
| 5×     | 7      | Aserbaidschan, Kroatien, Moldau, Montenegro, Schweiz |
| 6×     | 6      | Griechenland, Malta, Mazedonien, Türkei, Ukraine, Belarus |
| 1×     | 5      | Albanien |
| 0×     | 4      | |
| 2×     | 3      | Portugal, San Marino |
| 0×     | 2      | |
| 0×     | 1      | |
| 1×     | 0      | Italien |

## Rezeption
Die Hörer des in Berlin beheimateten Internetradios ESC Radio und Nutzer der belgischen Website songfestival.be wählten Euphoria seit seinem Einstieg 2012 bis 2021 jeweils auf Platz 1 der Top250-Charts der beliebtesten Eurovisions-Beiträge.

## Coverversion
2017 veröffentlichte Nicole eine deutschsprachige Coverversion des Songs auf ihrem Album 12 Punkte.

## Kommerzieller Erfolg

### Chartplatzierungen
| ChartsChartplatzierungen     | Höchstplatzierung | Wochen |
| ---------------------------- | ----------------- | ------ |
| Deutschland (GfK)            | 1 (39 Wo.)        | 39     |
| Österreich (Ö3)              | 1 (35 Wo.)        | 35     |
| Schweden (GLF)               | 1 (45 Wo.)        | 45     |
| Schweiz (IFPI)               | 1 (39 Wo.)        | 39     |
| Vereinigtes Königreich (OCC) | 3 (16 Wo.)        | 16     |

| ChartsJahrescharts (2012) | Platzierung |
| ------------------------- | ----------- |
| Deutschland (GfK)         | 9           |
| Österreich (Ö3)           | 7           |
| Schweden (GLF)            | 1           |
| Schweiz (IFPI)            | 16          |

### Auszeichnungen für Musikverkäufe
| Land/Region                  | Auszeichnungen für Musikverkäufe (Land/Region, Auszeichnung, Verkäufe) | Verkäufe  |
| ---------------------------- | ---------------------------------------------------------------------- | --------- |
| Belgien (BRMA)               | Gold                                                                   | 15.000    |
| Dänemark (IFPI)              | Platin                                                                 | 30.000    |
| Deutschland (BVMI)           | 3× Gold                                                                | 450.000   |
| Finnland (IFPI)              | Platin                                                                 | 11.760    |
| Italien (FIMI)               | Gold                                                                   | 15.000    |
| Norwegen (IFPI)              | Platin                                                                 | 110.000   |
| Österreich (IFPI)            | Platin                                                                 | 30.000    |
| Schweden (IFPI)              | 9× Platin                                                              | 360.000   |
| Schweiz (IFPI)               | 2× Platin                                                              | 60.000    |
| Spanien (Promusicae)         | Platin                                                                 | 40.000    |
| Vereinigtes Königreich (BPI) | Platin                                                                 | 600.000   |
| Insgesamt                    | 3× Gold · 28× Platin ·                                                 | 1.721.760 |